# Alex Nyarko
Alexander Nyarko (Accra, 15 ottobre 1973) è un ex calciatore ghanese, di ruolo centrocampista.

## Carriera

### Club
In carriera ha giocato 6 partite in Champions League, 19 partite (con anche 3 gol segnati) in Coppa UEFA e 5 partite in Coppa Intertoto UEFA.

### Nazionale
Ha vinto una medaglia di bronzo ai Giochi Olimpici del 1992. In carriera ha anche partecipato a due edizioni della Coppa d'Africa, nel 1998 e nel 2000, ed ha totalizzato complessivamente 11 presenze e 2 reti con la nazionale ghanese.

## Palmarès

### Club

#### Competizioni nazionali
- Campionato ghanese: 1

Asante Kotoko: 1992-1993
- Coppa di Lega francese: 1

Lens: 1998-1999

### Nazionale
- Bronzo olimpico: 1

Barcellona 1992